# Lenguas bihari
Bihari es el nombre de un grupo de lenguas indoarias habladas en los estados indios de Bihar, Jharkhand, Bengala Occidental y Uttar Pradesh así como en el sur de Nepal. de todas estas lenguas las que tienen un mayor número de hablantes son el bhojpuri, el magahi y el maithili.

## Lenguas del grupo
El grupo Bihari consta de: 
- Angika (743 600[5] hablantes). Escrito en los alfabetos Anga, kaithi y devanagari.
- Bajjika (8 738 000 hablantes). Actualmente escrito en devanagari, previamente también en escritura tittrhuta y kaithi.
- Bhojpuri (52 245 300[6]). Escrito en los alfabetos Kaithi y Devanagari.
- Khorta (8,040,000[7] hablantes). Escrito en devanagari y previamente también en tirhuta.
- Kumhali (12 000[7] hablantes). Escrito en devanagari
- Kudmali (556,809[7] hablantes). Escrito en devanagari y ocasionalmente en escritura bengalí y kaithi.
- Magahi (14 035 600[8]  hablantes). Escrito en los alfabetos Kaithi y Devanagari.
- Maithili (33 890 000[8] hablantes). Escrito en los alfabetos Maithili y Devanagari.
- Nagpuri (Sadri) (5 100 000[7] hablantes). Escrito en devanagari y previamente en kaithi.
- Tharu (1 900 000[7] hablantes). Incluye varias lenguas escritas en devanagari.

## Aspectos históricos, culturales y políticos
A pesar del gran número de hablantes de estas lenguas, sólo el maithili tiene reconocimiento constitucional en la India, estatus obtenido a través de la 92.ª enmienda a la Constitución de la India de 2003 (obteniendo el asentimiento definitivo en 2004). Tanto el maithili como el bhojpuri tienen reconocimiento constitucional en Nepal. El bhojpuri también es oficial en Fiji como  Fiji Baat. Hay demandas para incluir el bhojpuri en el 8º anexo de la Constitución india.
En Bihar, el hindi es la lengua usada en la educación y la administración. De hecho, las lenguas bihari, fueron legalmente absorbidas bajo la etiqueta amplia de Hindi en el censo de 1961. Esa situación compromete el uso a largo plazo de esas lenguas creando un peligro de desaparición. Tras la independencia de la India, al hindi se le dio un estatus oficial único a través de la Bihar Official Language Act de 1950. Por esa razón, el hindi se convirtió en la única lengua oficial de Bihar en 1981, cuando se acordó que el urdu cambiara de estatus oficial.